# Hellerup Kirkegård
Hellerup Kirkegård er en kirkegård i Hellerup nord for København.
Kirkegården blev indviet 4. februar 1912 og ligger ved Rygårdscentret og er nabo til Rygaards Skole. Kirkegården grænser til Bernstorffsvej. Den dækker ca. 68.300 m² og er udvidet flere gange, senest i 1920, hvor et areal på 15.300 m² mod Rygårds Allé blev lagt til.
Hellerup Kirkegård præges af den frem til 1950'erne fremherskende tradition for individuelt anlagte familiegravsteder, der er indhegnet af stedsegrønne hække. Der er mange monumenter på kirkegården, ligesom variationen i beplantningen er stor. Der er desuden en del frihedskæmpergrave på stedet, der også anvendes af Skt. Lukas Søstrene.
Kirkegården er en kommunal gravplads, der foruden Gentofte Kommune også er kirkegård for den nordlige del af Københavns Kommune.
Kirkegårdens kapel er tegnet af Andreas Clemmensen. Det er lukket grundet sparsom anvendelse.

## Kendte personer begravet på Hellerup Kirkegård
- Johannes Allen
- A.C. Andersen
- Erik Hagen Andersen
- Rita Angela (fællesgrav)
- J.P. Bang
- Vagn Bennike
- Otto Bernskov
- Ole Berntsen
- Viggo Bielefeldt
- Leif Einar Bindesbøl
- Valdemar Birkmand
- Jannik Bjerrum
- Helge Bojsen-Møller
- Erik Brandt
- Margit Brandt
- Isabelle Brockenhuus-Løwenhielm
- Edith Brodersen
- Johannes Brøndum-Nielsen
- William Borberg
- Carl Carstensen
- Aase Clausen
- Robert A. Christensen
- Benny Dessau
- Einar Dessau
- Jacob Ellehammer
- Harald Engberg
- Jørgen Falck
- Arne Falk-Rønne
- Axel Frische
- Grete Frische
- Hans H. Fussing
- Jørgen Gotfredsen
- Christian Gulmann
- Rolf Graae
- Carl Gyldenkrone
- Carl Hammer
- Andreas Hansen
- Hans Hartvig-Møller
- Niels Hauberg
- Hjalmar Havelund
- Gunnar Helsengreen
- Frederik Hey
- Kristian Hindhede
- Mogens Hoff
- Henrik Moldrup Hollesen
- Erik Husfeldt
- Flemming Hvidberg
- Carl Iversen
- Kjeld Jacobsen
- Georg Jensen
- Niels Lindar Jensen
- Søren Georg Jensen
- Gaby Jeppesen
- Kaptajn Jespersen
- Niels Juel-Brockdorff
- Lauritz Justnielsen
- Ernst von Kauffmann
- Ivar Knudsen
- Emil Koefoed
- Else Kornerup
- Finn Kræfting
- Anker Kyster
- Jørgen Lademann
- Hans Langkjær
- Frederik Wilh. Haae Laup
- Niels Hieronymus Haae Laup
- Ditlev Lauritzen
- Ivar Lauritzen
- Knud Lauritzen
- Kirsten Lauritzen
- Philip Lauritzen
- Lau Lauritzen Sr.
- Jonathan Leunbach
- Kai Lindemann
- Hans Lundbeck
- Hanne Lundberg
- Knud Lundberg
- Fleming Lynge
- Anna Marie Lütken
- Johannes Madsen-Mygdal
- Gerda Madvig
- Christian Mourier-Petersen
- A.P. Møller
- Chastine Estelle Roberta Mc-Kinney Møller
- Emma Mc-Kinney Møller
- Mærsk Mc-Kinney Møller
- Kaj Soldal Nielsen
- Poul Nørgaard
- Alice O'Fredericks
- Povl Olrik
- Poul Rovsing Olsen
- Christen Ostenfeld
- Hother A. Paludan
- Aage Paul-Petersen
- Ingeborg Pehrson
- Nielsine Petersen
- Ulf Pilgaard
- Mogens Kornerup Prior
- C.V. Prytz
- Hans Qvist
- Erik Rasmussen
- Arne Bruun Rasmussen
- Peter Rüttel
- Kamma Salto
- Otto Sarp
- Svend Schjødt-Eriksen
- Eduard Schnedler-Sørensen (nedlagt)
- Helen Schou
- Lauritz Schou
- Chresten Skikkild
- Victor B. Strand
- Aage Einer Strecker
- Nils Svennningsen
- Arne Sørensen
- Ejnar Thorsen
- Gudrun og Peter Schjørring Thyssen
- Jørgen Varming
- Kristoffer Varming
- Michael Varming
- Ruth Vermehren
- Karen Volf
- Svend Wagner
- Sigurd Wandel
- K.A. Wieth-Knudsen
- Carl Winsløw
- Christian Zacho